# Interstate 210 (Louisiane)
Pour les articles homonymes, voir Interstate 210.
L'Interstate 210, aussi connue comme Lake Charles Bypass, est une Interstate highway contournant la ville de Lac Charles en Louisiane. Ses extrémités sont reliées à l'Interstate 10 et elle a une longueur de 12,4 miles (19,96 km).

## Description du tracé

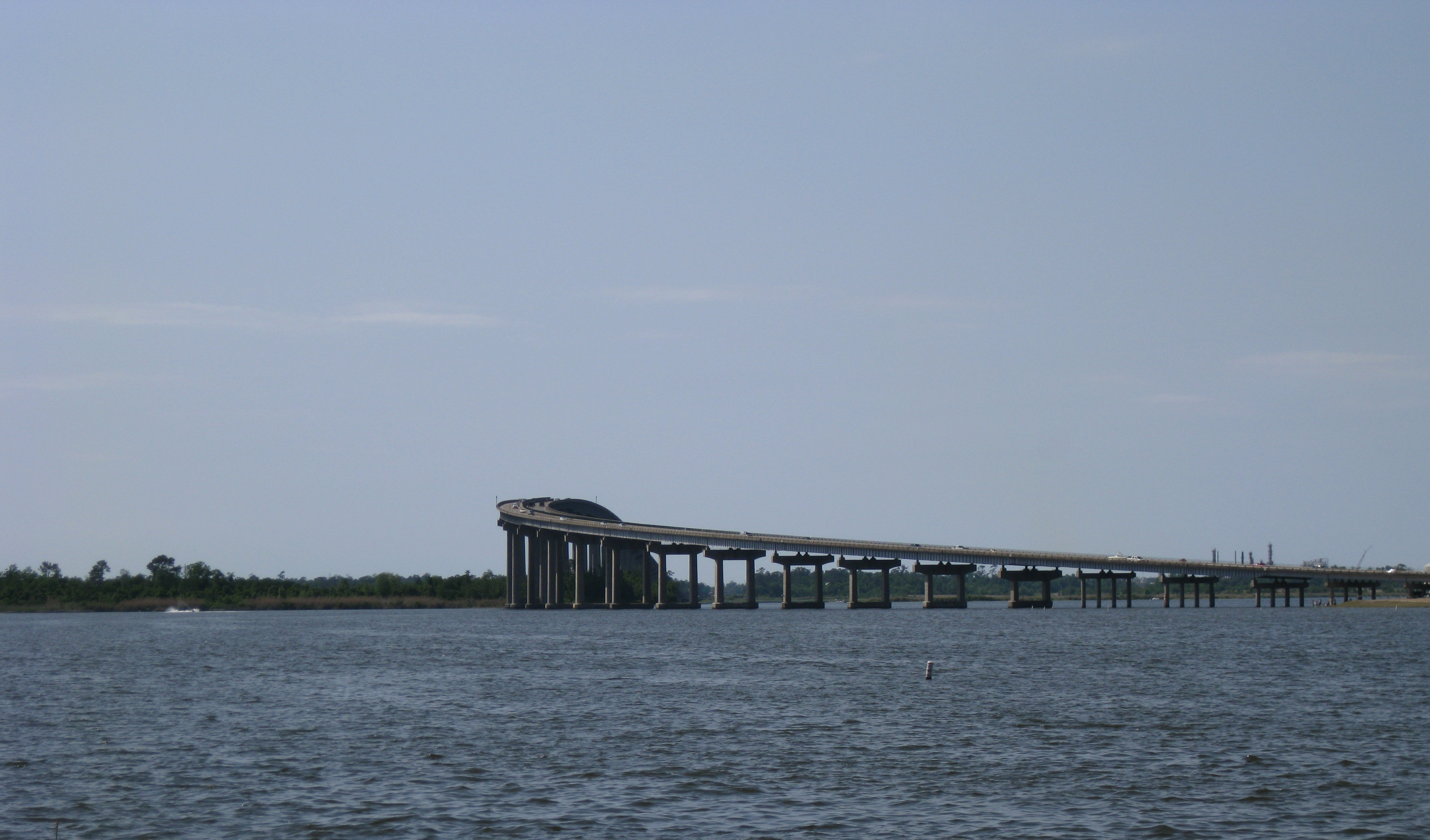
Le pont de l'Interstate 210 au-dessus du lac Prien et de la rivière Calcasieu.

Le terminus ouest joint l'I-10 à Sulphur et se dirige vers le sud-est en contournant le centre de Lake Charles par le sud. À un mile (1,6 km) de son terminus ouest, l'I-210 traverse le Cannal du Calcasieu via le Pont Israel LaFleur, l'un des plus élevés. Au sud-est du pont, l'autoroute rencontre la Prien Lake Road via la sortie 3. Plus à l'est, après avoir traversé Lake Charles, l'I-210 prend un virage à 90 degrés. L'autoroute se dirige vers son terminus est, au nord et juste à l'est de Lake Charles. Bien que des portions de l'autoroute sont orientés sud/nord, c'est une autoroute ouest/est.
L'I-210 fait partie du National Highway System, un système d'autoroutes qui sont considérées essentielles pour l'économie, la défense et la mobilité de la nation.

## Histoire
L'I-210, incluant le Pont Israel LaFleur, a été construite entre 1963 et 1965. Initialement, l'autoroute s'étirait du terminus ouest à l'I-10 jusqu'à Prien Lake Road. Le terminus ouest à l'I-10 consistait en une rampe d'entrée en provenance de l'I-10 ouest et une sortie menant à l'I-10 est. Les rampes d'accès vers les directions manquantes ont été construites en 1986. Vers 1975 et 1976, la section manquante, entre Prien Lake Road et le terminus est à l'I-10 a été construite.
Une grande partie du sud de Lake Charles, où l'autoroute passe actuellement, était déjà développée au moment de la construction de l'I-210, ce qui a résulté en de nombreuses expropriations.
L'autoroute demeurera largement inchangée de sa configuration initiale jusqu'en 2005 où des rampes menant à Nelson Road ont été ajoutées. Entre 2013 et 2015, l'échangeur pour Prien Lake Road a été reconstruit.
Avant les années 2000, l'I-210 était connue comme la South City Bypass.

## Liste des sorties
| Interstate 210    |              |            |           |                                                     |                                                     |                                                     |
| Paroisse          | Municipalité | mi         | km        | Sortie                                              | Intersections / Destinations                        | Notes                                               |
| Calcasieu         |              | 0,00       | 0,00      | 1B                                                  | I-10 – Beaumont, Lake Charles                       | Terminus ouest; sortie 25 de l'I-10                 |
| Calcasieu         |              | 0,50       | 0,80      | 1A                                                  | East Sulphur, industries                            | Sortie direction ouest, entrée direction est        |
| Calcasieu         | Lake Charles | 1,50– 3,10 | 2,40–5,00 | Pont Israel LaFleur au-dessus du Canal de Calcasieu | Pont Israel LaFleur au-dessus du Canal de Calcasieu | Pont Israel LaFleur au-dessus du Canal de Calcasieu |
| Calcasieu         | Lake Charles | 3,20       | 5,10      | 3                                                   | Prien Lake Road, Golden Nugget Boulevard            |                                                     |
| Calcasieu         | Lake Charles | 4,10       | 6,60      | 4                                                   | LA 1138-2 (en) (Nelson Road), L'Auberge Boulevard   |                                                     |
| Calcasieu         | Lake Charles | 5,40       | 8,70      | 5                                                   | Lake Street                                         |                                                     |
| Calcasieu         | Lake Charles | 6,10       | 9,80      | 6                                                   | LA 385 (en) (Ryan Street)                           |                                                     |
| Calcasieu         | Lake Charles | 6,90       | 11,10     | 7                                                   | Enterprise Boulevard, Louisiana Avenue              |                                                     |
| Calcasieu         | Lake Charles | 8,40       | 13,50     | 8                                                   | LA 14 (en) – Cameron                                |                                                     |
| Calcasieu         | Lake Charles | 10,10      | 16,30     | 10                                                  | Legion Street                                       |                                                     |
| Calcasieu         | Lake Charles | 11,00      | 17,70     | 11                                                  | US 90 (Fruge Street) / Broad Street                 |                                                     |
| Calcasieu         |              | 12,20      | 19,60     | 12                                                  | I-10 – Lake Charles, Lafayette                      | Terminus est; sortie 34 de l'I-10                   |
| - Accès incomplet |              |            |           |                                                     |                                                     |                                                     |